# Архиепархия Тамале
 Архиепархия Тамале (лат. Archidioecesis Tamalensis) — архиепархия Римско-Католической Церкви c центром в городе Тамале, Гана. В архиепархию Тамале входят епархии Дамонго, Навронго-Болгатанга, Ва, Йенди.

## История
11 января 1926 года Святым Престолом была учреждена Апостольская префектура Навронго, выделившаяся из Апостольского викариата Уагадугу (сегодня — архиепархия Уагадугу). 26 февраля 1934 года Апостольская префектура Навронго была преобразована в Апостольский викариат Навронго.
18 апреля 1950 года Римский папа Пий XII преобразовал буллой «Laeto accepimus» Апостольский викариат Навронго в епархию Тамале, которая вошла в церковную провинцию архиепархии Кейп-Коста.
23 апреля 1956 года и 3 ноября 1959 года епархия Тамале уступила часть своей территории соответственно новым епархиям Навронго (сегодня — епархия Навронго-Болгатанга) и епархии Ва.
30 мая 1977 года епархия Тамале была возведена в ранг архиепархии.
3 февраля 1995 года и 16 марта 1999 года архиепархия Тамале уступила часть своей территории ссоответственно новым епархиям Дамонго и Йенди.

## Ординарии архиепархии
- епископ Oscar Morin, (14.04.1926 — 15.04.1947)
- епископ Gérard Bertrand (10.06.1948 — 12.04.1957)
- епископ Gabriel Champagne (12.04.1957 — 23.06.1972)
- кардинал Пётр Пореку Дери (18.11.1974 — 26.03.1994)
- архиепископ Gregory Ebolawola Kpiebaya (26.03.1994 — 12.02.2009)
- архиепископ Philip Naameh (12.02.2009 — по настоящее время)

## Источник
- Annuario Pontificio, Ватикан, 2005
- Булла Laeto accepimus, AAS 42 (1950), p. 615 Архивная копия от 27 марта 2010 на Wayback Machine  (лат.)